# São Lourenço (São Filipe)
São Lourenço ist eine freguesia im Concelho São Filipe auf der Insel Fogo im atlantischen Inselstaat Kap Verde. Sie erstreckt sich über den nördlichen Teil des Concelhos. Die Verwaltungseinheit umfasst eine Fläche von 96 km². Die kirchliche Parochie feiert jeweils am 10. August, dem Festtag des Heiligen Laurentius von Rom.

## Geographie
Die Verwaltungseinheit bildet einen Sektor am Westhang des Pico Fogo. Im Nordwesten schließt sich die freguesia Nossa Senhora da Ajuda im Concelho Mosteiros an und im Süden die freguesia Nossa Senhora da Conceição.

### Siedlungen
Die freguesia besteht aus den folgenden Siedlungen; die Einwohnerzahlen entstammen dem Census von 2010:
| - Achada Mentirosa (344) - As Hortas (380) - Campanas Baixo (783) - Campanas Cima (375) - Chã de Monte (118) - Curral Grande (398) - Galinheiro (877) - Inhuco (517) - Lomba (731) | - Monte Tabor (170) - Pedro Homem (315) - Pico Gomes (118) - Ponta Verde (1.072) - Ribeira Filipe (548) - Santo António (530) - São Domingos (315) - São Jorge (635) - Velho Manuel (604) |

## Personen
- Henrique Teixeira de Sousa (1919–2006), Mediziner und Schriftsteller

## Sport
In dem Gebiet gibt es die zwei Fußballvereine União de São Lourenço (Curral Grande) und Valência (As Hortas).